# In the Beginning (film)
In the Beginning är en amerikansk långfilm från år 2000 i regi av Kevin Connor. Filmen är baserad på berättelser ur de två första Moseböckerna i Bibeln.

## Handling
Filmen återberättar några av de mest kända berättelserna ur de två första Moseböckerna, bland annat om Adam och Eva, om Abraham och om Moses.

## Om filmen
In the Beginning blev den sista långfilmen där Victor Spinetti hade en större roll. Filmen är en del i en serie och föregicks av Maria, Jesu mor och Noah's Ark och år 2012 följdes den av Barabbas.

## Rollista i urval
- Martin Landau - Abraham
- Jacqueline Bisset - Sara
- Billy Campbell - Moses
- Alan Bates - Jetro
- Geraldine Chaplin - Yocheved
- Victor Spinetti - Happatezoah
- David Warner - Eliezer
- Sara Carver - Hagar